# Haziganj
Haziganj (en bengali : হাজীগঞ্জ) est une upazila du Bangladesh dans le district de Chandpur. En 1991, on y dénombrait 254 057 habitants.